# Huxter (Whalsay)

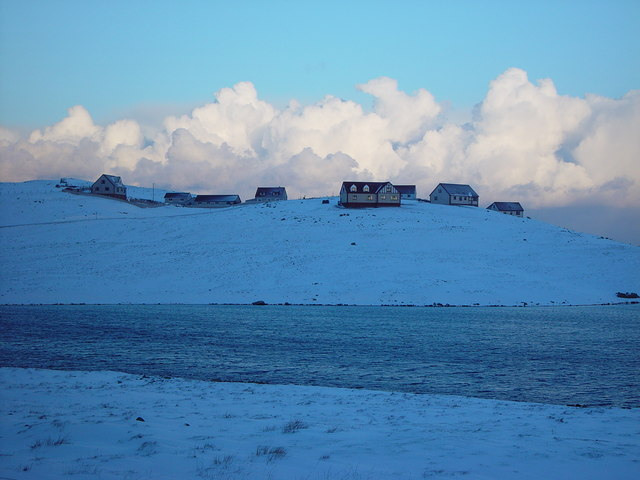
Huxter im Schnee

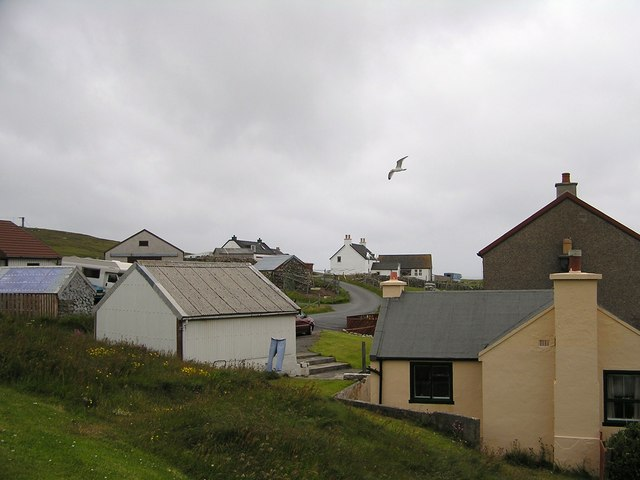
Häuser in Huxter

Huxter ist eine Ortschaft, die im Nordosten der zu Schottland zählenden Shetlands liegt.

## Geographie
Huxter liegt, etwas erhöht, im Bereich der südöstlichen Küste der Insel Whalsay an den Seen Loch of Huxter im Südwesten und Loch of Livister im Norden. Nach Symbister sind es zwei Kilometer im Westen, auf dem Weg dorthin kommt man durch Sodom. Eine weitere Ortschaft in der Nähe ist Isbister im Nordosten. Im Süden wird Huxter überragt vom 61 Meter hohen Ward of Hevdafield.

## Historisches
Im Rahmen der historischen Gliederung Schottlands in Civil Parishes zählt Huxter zu Nesting. Im Loch of Huxter gibt es einen Dun, der 1934 als Scheduled Monument ausgewiesen worden ist.